# Rob Krier
Rob Krier, eigentlich Robert Krier, (* 10. Juni 1938 in Grevenmacher, Luxemburg; † 20. November 2023 in Berlin) war ein luxemburgischer Stadtplaner, Architekt und Bildhauer. Er war der ältere Bruder von Léon Krier.

## Leben

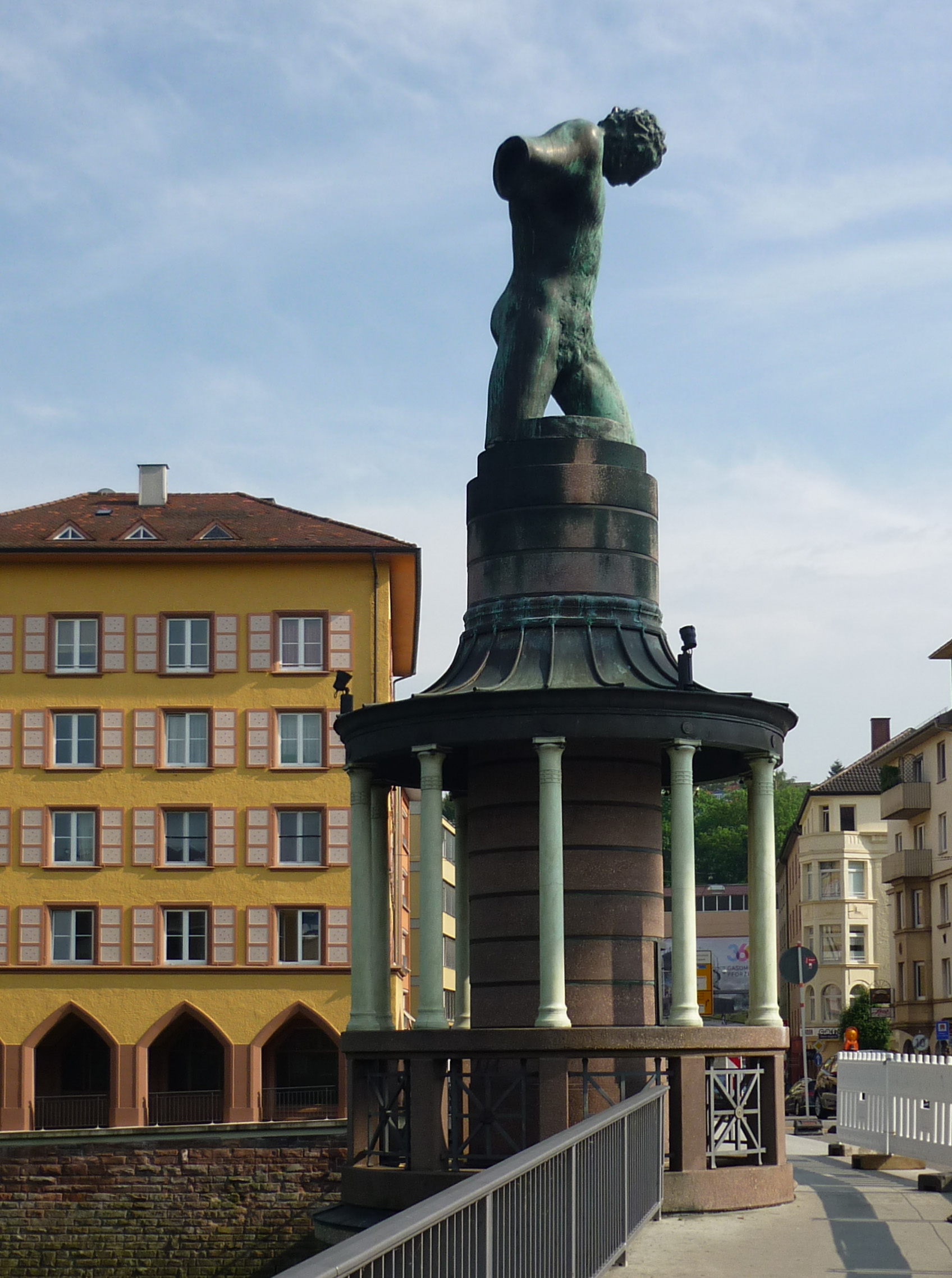
Rob und Leon Krier: Flößerdenkmal auf der Auerbrücke in Pforzheim (Baden-Württemberg)

Rob Krier wuchs in Echternach und Luxemburg auf, wo sein Vater eine Schneiderei betrieb. Nach seinem Architekturstudium an der TU München (1959–1964) wurde er zunächst Mitarbeiter von O. M. Ungers (1956/56), Frei Otto (1967–71), von Bodo Rasch und Peter Faller + Hermann Schröder (1971–1973) in Stuttgart, um dann an der Architekturabteilung der TH Stuttgart Assistent von Johannes Uhl zu werden. 
Er setzte sich kritisch am Fallbeispiel von Stuttgart mit den Stadtstrukturen der Nachkriegsmoderne auseinander und entwickelte aus den Vorbildern historischer Städte neue Straßen- und Platzräume für das Leben in der Stadt. 1975 veröffentlichte er seine Untersuchungen in dem Buch „Stadtraum in Theorie und Praxis“, das ihn international bekannt machte.
Krier lehrte an der École polytechnique fédérale de Lausanne, von 1976 bis 1998 als Professor an der TU Wien und leitete dort das Institut für Gestaltungslehre.

1976 gründete Krier in Wien ein eigenes Büro. Beispiele seiner frühen stadtplanerischen Tätigkeit sind die im Zuge der IBA in Berlin realisierten Blockrandbebauungen an der Ritterstraße (1977–1980), die Stadtvillen an der Rauchstraße (1980) sowie die Wohnhausanlage Breitenfurter Straße in Wien (1981–1987) und das Projekt Kirchsteigfeld in Potsdam (1992–1997), das er gemäß seiner städtebaulichen Vorgaben mit 24 Architekturbüros umsetzte.

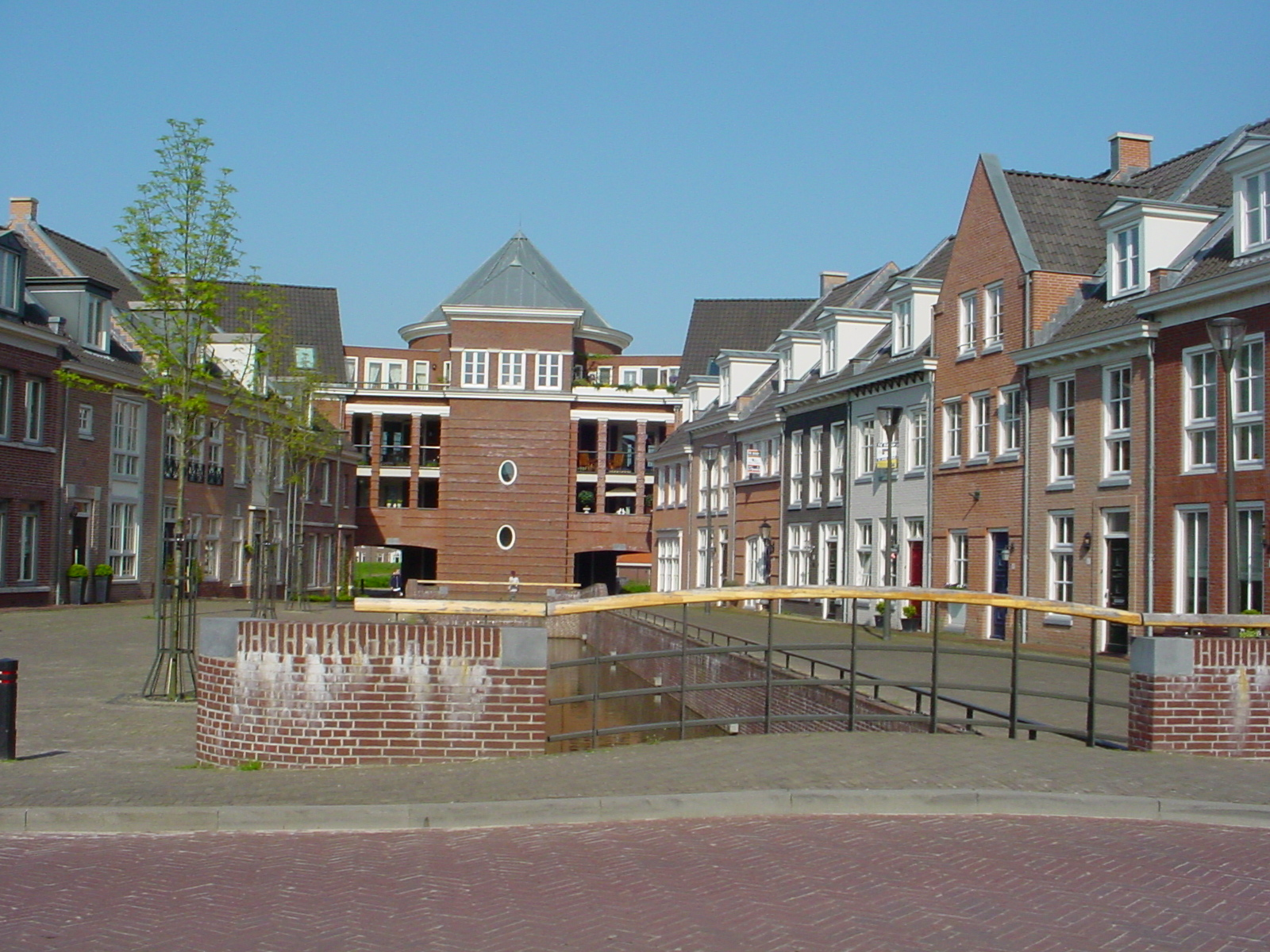
Brandevoort, Helmond, NL

1993 verlegte Krier sein Büro von Wien nach Berlin und führte es dort mit Christoph Kohl weiter. Sie verwirklichten von 1993 bis Mitte 2010 städtebauliche Projekte in ganz Europa mit Planungsschwerpunkten in den Niederlanden: De Resident (1889–2001) und 't Haegsch Hof (2006–2010) in Den Haag, Noorderhof in Amsterdam (1995–1999), Meander in Amsterdam (1995–2006), Brandevoort bei Helmond (seit 1996), Citadel Broekpolder in Beverwijk-Heemskerk (seit 2001), Gildenkwartier in Amersfoort (1997–2005) und Slot Haverleij bei Herzogenbusch (1998–2011). Viele seiner Bauten und Plätze schmückte Rob Krier mit seinen bildhauerischen Werken.

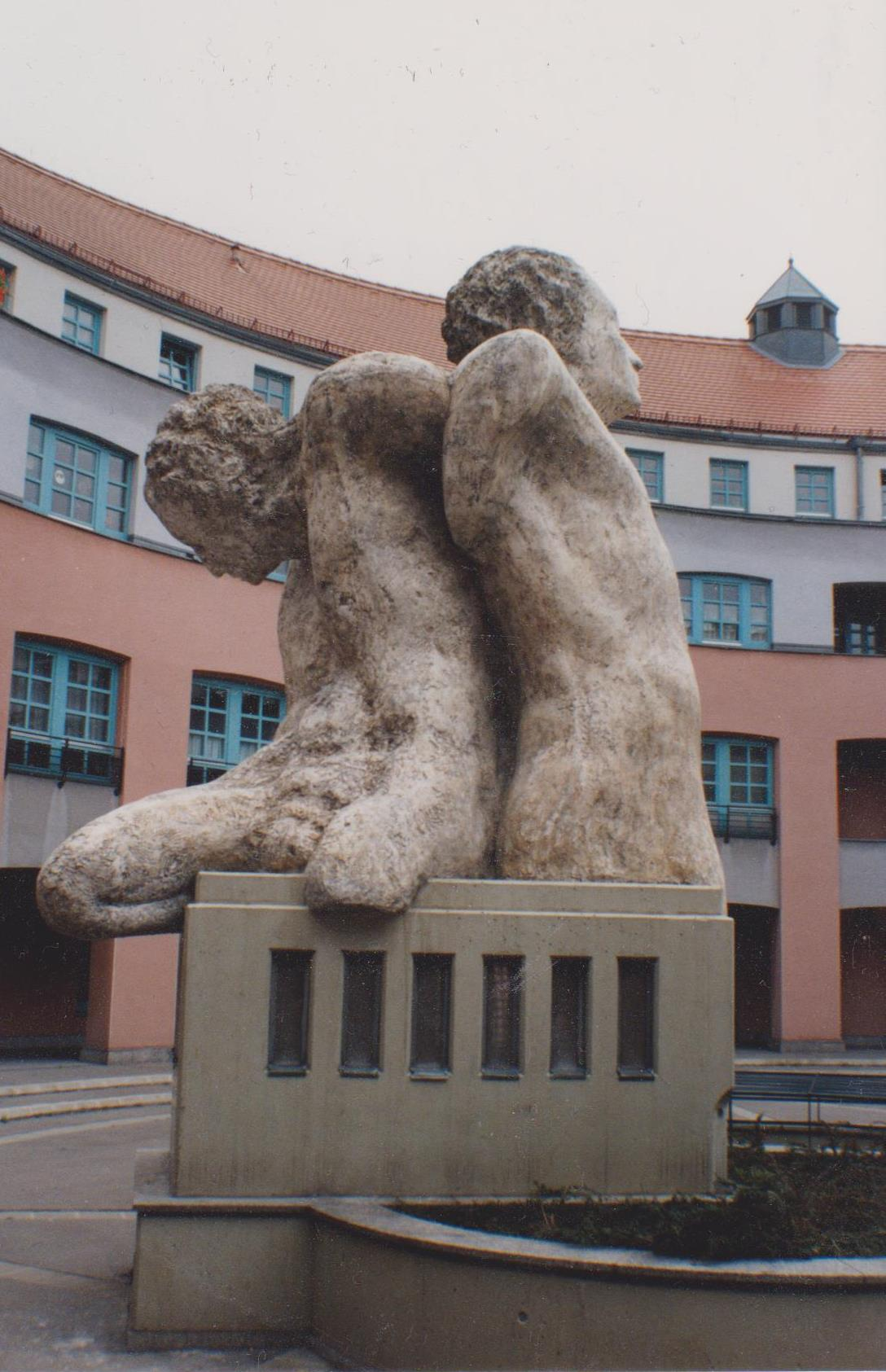
Wohnhausanlage Breitenfurter Straße 401–413 mit dem Mahnmal 'Schatten und Licht' im zentralen Rundhof, Wien

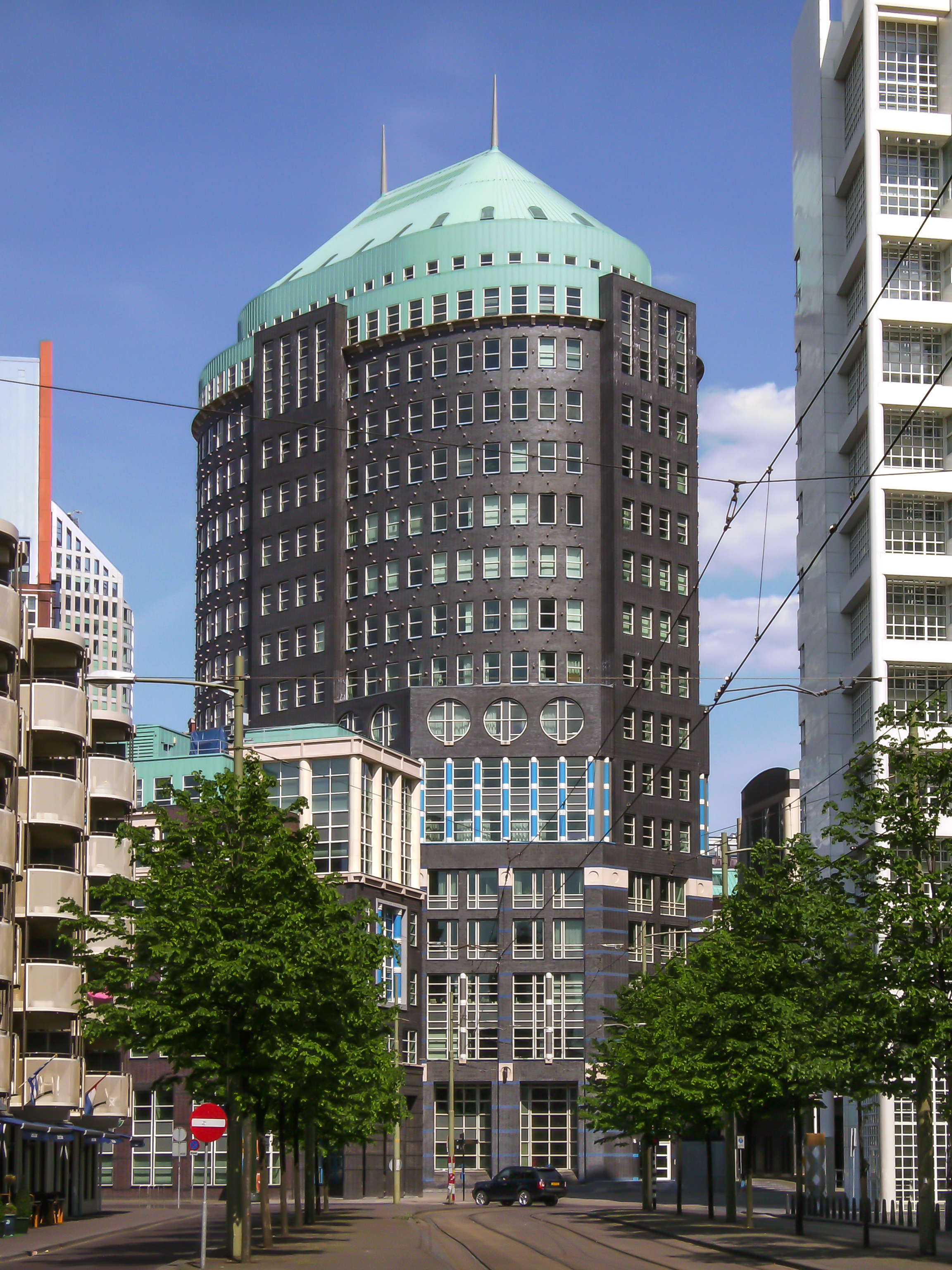
Bürohaus Muzentoren mit Christoph Kohl, Den Haag

2003 schenkte Rob Krier seinen kompletten Vorlass dem Deutschen Architekturmuseum, das vom 6. August bis 30. Oktober 2005 die Ausstellung ROB KRIER. Ein romantischer Rationalist. Architekt und Stadtplaner zeigte.
Dankwart Guratzsch würdigte Rob Krier als „Anwalt der schönen Künste“.

## Ehrungen und Auszeichnungen
- 1996: Ehrenmitgliedschaft / Honorary Member of the AIA American Institute of Architects
- 1997: Ehrenmitgliedschaft im Bund Deutscher Architekten
- 2009: Athena Medal from the Congress for the New Urbanism
- 2022: Driehaus-Architektur-Preis der University of Notre Dame

## Werk

### Architektur und Stadtplanung
- 1974: Dickes House, Luxemburg
- 1977–1980: Wohnanlage Ritterstraße-Süd, genannt Konzepta, Berlin-Kreuzberg, D[13]
- 1980–1985: Stadtvillenquartier Rauchstraße, Internationale Bauausstellung 1987 (IBA 1987), städtebaulicher Entwurf und einzelne Hochbauten, Berlin-Tiergarten, D[14][15]
- 1981–1987: Wohnhausanlage Breitenfurter Straße 401–413, Wien, A
- 1982–1988: Wohnanlage Ritterstraße-Nord, Internationale Bauausstellung 1987 (IBA 1987), städtebaulicher Entwurf und einzelne Hochbauten, Berlin-Kreuzberg, D[16]
- 1985–1988: Wohn- und Geschäftshaus am Prager Platz, Internationale Bauausstellung 1987 (IBA 1987), Berlin-Wilmersdorf, D[17]

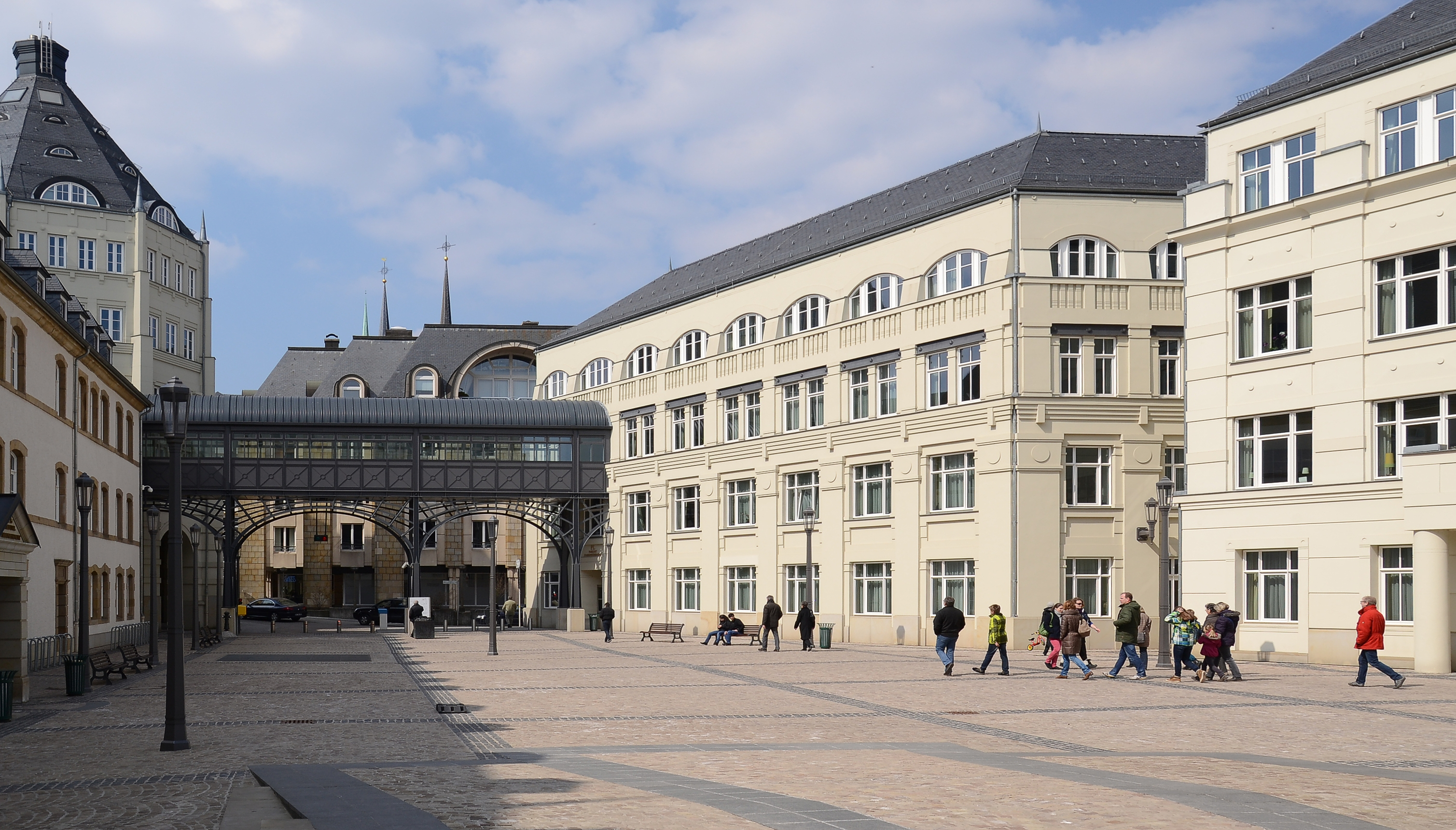
Plateau St. Esprit der Cité Judiciaire, Luxemburg

- 1986: Pavillon im Seepark zur Landesgartenschau Baden-Württemberg, Freiburg im Breisgau, D
- 1989–1991: Das Dorf, Mülheim an der Ruhr, D
- 1989–2001: De Resident, Den Haag, NL
- 1989–2004: Consuls de Mer, Montpellier, F
- 1991–1997: Wohnhäuser Kirchsteigfeld, Potsdam, D
- 1995–1999: Noorderhof, Amsterdam, NL
- 1995–2006: Meander, Amsterdam, NL
- seit 1996: Brandevoort, Helmond, NL

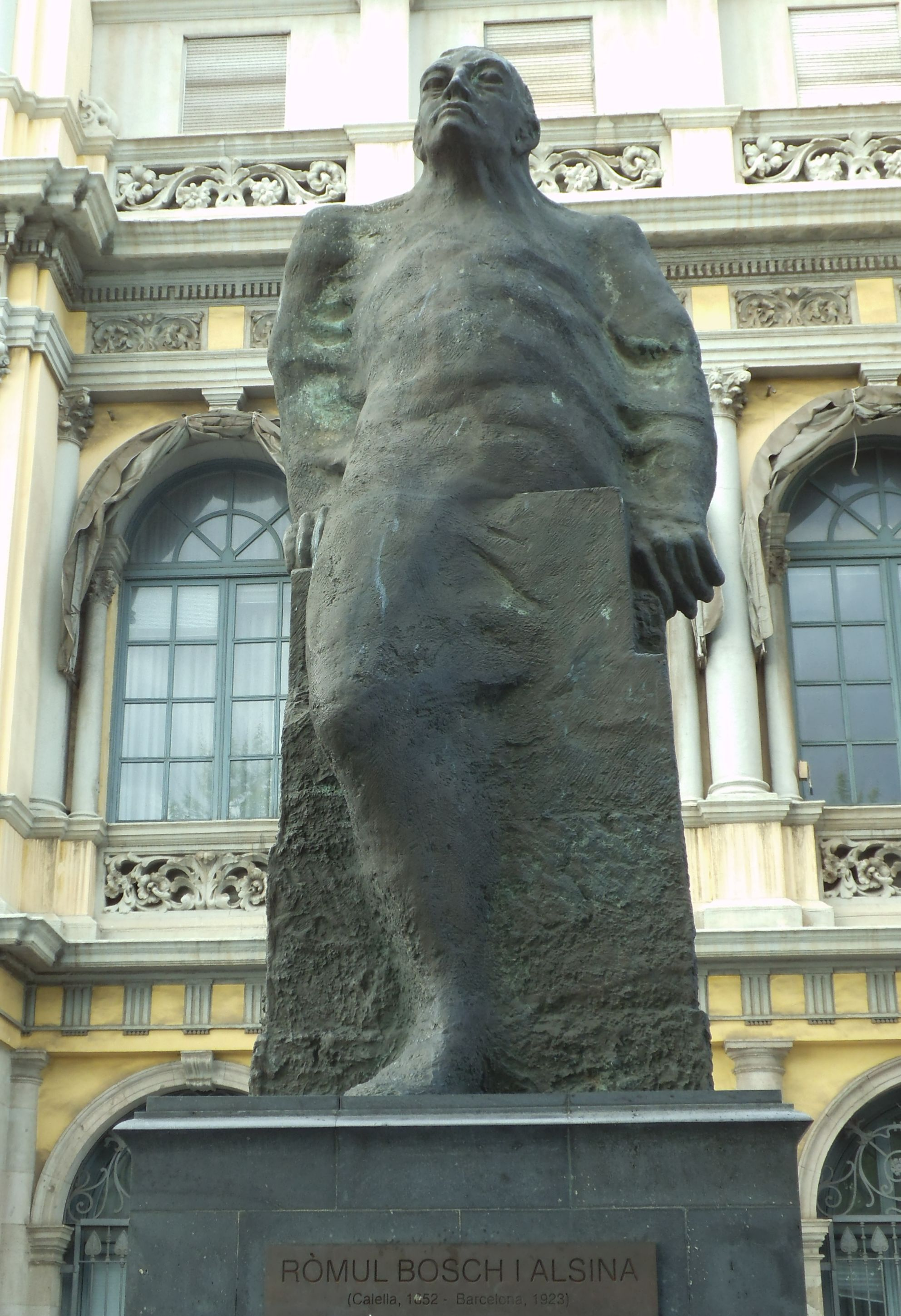
Denkmal des Ròmul Bosch i Alsina, Barcelona

- Denkmal des Ròmul Bosch i Alsina, Barcelona1997–2005: Gildenkwartier, Amersfoort, NL
- 1998–1999: Viktoria-Quartier (Wettbewerbsentwurf, nicht ausgeführt), Berlin-Charlottenburg, D
- 1998–1999: Lofthouse (Wettbewerb), Berlin, D
- 1998–2007: Slot Haverleij, Herzogenbusch, NL
- seit 2000: Vleuterweide, Utrecht, NL
- 2000–2009: ’t Haegsch Hof | Rivierenbuurt (SDU), Den Haag, NL
- 2001: Lloydpier: (Wettbewerb), Rotterdam, NL
- 2001–2010: Landstraat Noord, Bussum, NL
- 2001–2010: Citadel Broekpolder, Beverwijk/Heemskerk, NL
- 2001–2006: De Parade, Bergen op Zoom, NL
- seit 2002: Batavia Harbour, Lelystad, NL
- 2002–2008: Woonzorgpark Bilderdijk, Hoogeveen, NL
- 2003–2008: Cité Judiciaire in Zusammenarbeit mit seinem Bruder Léon Krier[18], Luxemburg, L
- ab 2003: Assumerhof, Beverwijk/Heemskerk, NL
- ab 2003: De Stadsbleek, Oldenzaal, NL
- ab 2003: Paktuynen, Enkhuizen, NL

### Bildhauerische Tätigkeit
- 1986–1988: Zwei Bronze-Figuren (Höhe 4 m) am Hafen von Barcelona (Mol de la Fusta), E
- 1987–1988: Fünf Nischenfiguren (Höhe 1,7 m) an der Fassade des Schlosses Collart in Bettembourg, Luxemburg, L
- 1987–1988: Figurengruppe „Mahnmal:Schatten und Licht“ (Höhe 3,5 m) im zentralen Rundhof (Wohnbau der Gemeinde Wien, Breitenfurter Straße 401–413), A
- 1988–1990: Bronze-Figur „Flößer“ (Höhe 3,5 m) auf der Auerbrücke in Pforzheim, D
- 1993: Bronze-Figur, J. Bech, (Höhe 2,5 m), Luxemburg, L
- 1993: Bronze-Figur Kirchsteigfeld „Der unvollendete Mensch“ (Höhe 1,7 m), D
- 1994: Bronze-Figur „Hockende Frau“ (Höhe 2 m), Berlin Friedrichstraße, D
- 1998: Bronze-Figur „Absorbed“, Brandevoort, NL (Höhe 2,2 m)
- 1999: Bronze-Figur Versailles (Höhe 2 m)
- 1999: Figurengruppe „De Resident“ (Höhe 5,5 m), Den Haag, NL
- 2003: 14 Großfiguren, Plateau du Saint Esprit, Luxemburg, L
- 2004: Bronze-Figur „Der Springer“ (Höhe 2,0 m), Montpellier, F
- 2006: Bronze-Figur „Gründung“ (Höhe 1,6 m), Broekpolder, NL

## Schriften
- „Notizen am Rande“, Skizzenbuch, Abakon Verlag Berlin, 1975.
- „Stadtraum in Theorie und Praxis“, Karl Krämer Verlag Stuttgart, 1975.
- „El Espacio Urbano“, Verlag Gustavo Gili Barcelona, 1976 und 1981.
- „Urban Space“, Academy Editions London, 1979.
- „L’Espace de la Ville“, Archives d’Architecture Moderne Brüssel, 1980.
- „Urban Space“, Sonderheft A & U (Architecture + Urbanism) Tokyo, 1980.
- „Lo Spacio della Città“, CLUP Mailand, 1982.
- „Urban Projects“, Rizzoli New York, 1982.
- „On Architecture“, Academy Editions London, 1982.
- „On Architecture“, Verlag Gustavo Gili Barcelona, 1983.
- „Architectural Composition“, Academy Editions London, 1988.
- „Über Architektonische Komposition“, Klett-Cotta-Verlag Stuttgart, 1988.
- „Monographie“, Academy Editions London, 1993.
- „Zeichnungen und Skulpturen“, Residenz-Verlag Salzburg, 1995.
- „Potsdam Kirchsteigfeld – Eine Stadt entsteht“, awf-Verlag Bensheim / Verlagshaus Braun Berlin, 1997.
- „Town Spaces. Contemporary Interpretations in Traditional Urbanism“, Birkhäuser Basel/Berlin/Boston, 2003 / 2. Auflage 2006.
- „Figuren. Gezeichnetes Tagebuch“, Ernst Wasmuth Verlag Tübingen/Berlin, 2005.
- „Figuren, in Ton modelliert“, Ernst Wasmuth Verlag Tübingen/Berlin, 2005.
- „Stadtraum / Urban Space“, Reprint der Publikation „Stadtraum in Theorie und Praxis“ (1975) / „Urban Space“ (1979), Umbau-Verlag Solingen, 2005.
- „Figures. A Pictorial Journal. 2003–2005“, Papadakis Publisher London, 2008.
- „Cité Judiciaire, Luxembourg. 1991–2008“, Edition Axel Menges Stuttgart/London, 2010.
- „The Work – Architecture, Urban Design, Drawings, and Sculptures“, Birkhäuser Verlag Basel/Berlin/Boston, 2021.